# Елфин Ков (Аљаска)
Елфин Ков (енгл. Elfin Cove) насељено је место без административног статуса у америчкој савезној држави Аљаска.

## Демографија
По попису из 2010. године број становника је 20, што је 12 (-37,5%) становника мање него 2000. године.
| Група             | 2000.      | 2010.      |
| Белци             | 30 (93,8%) | 14 (70,0%) |
| Афроамериканци    | 0 (0,0%)   | 0 (0,0%)   |
| Азијати           | 0 (0,0%)   | 0 (0,0%)   |
| Хиспаноамериканци | 0 (0,0%)   | 0 (0,0%)   |
| Укупно            | 32         | 20         |